# Alexius Meinong
Alexius Meinong, cavaliere di Handschuchsheim (Leopoli, 17 luglio 1853 – Graz, 27 novembre 1920), è stato un filosofo austriaco, noto principalmente per la sua opera Über Gegenstandstheorie ("Sulla Teoria degli Oggetti", 1904) e per i suoi studi di logica deontica, basati sulla teoria degli oggetti inesistenti. Questa teoria si fonda sul fatto che sia possibile pensare ad un oggetto, quale la montagna d'oro, pur non esistendo un oggetto tale nel mondo esterno.

## Biografia
Meinong nacque a Leopoli nell'Impero austro-ungarico (oggi in Ucraina) e morì a Graz. Dopo avere frequentato il Ginnasio accademico di Vienna studiò all'Università di Vienna e ottenne il dottorato in storia dopodiché si volse alla filosofia sotto la guida di Franz Brentano (1875 - 1878). Nel 1878 si trasferì alla Karl-Franzens-Universität di Graz come successore di Riehl, dove nel 1882 divenne professore straordinario di filosofia. Li fondò un istituto psicologico (nel 1894) e la Scuola di Graz di psicologia sperimentale. Continuò a lavorare a Graz fino alla sua morte nel 1920 e le sue carte sono conservate nella biblioteca universitaria di Graz.
Meinong fu relatore del dottorato di Christian von Ehrenfels (figura chiave della psicologia gestaltistica), come pure supervisore dell'abilitazione di Alois Höfler e Anton Oelzelt-Newin.

## Teoria

### Modalità dell'Essere
Meinong distingue tre modalità di essere:
- esistenza (Existenz, verbo: existieren), o realtà effettiva (Wirklichkeit), che denota l'esistenza materiale d'un oggetto
- sussistenza o consistenza (Bestand, verbo: bestehen)
- l'essere-dato (Gegebenheit, come si dice in tedesco es gibt, cioè "è dato", "si dà").

Certi oggetti possono esistere (come montagne, uccelli etc.), altri invece non possono mai esistere, come gli oggetti della matematica (numeri, teoremi, etc.): tali oggetti semplicemente "sussistono". Infine, una terza classe di oggetti non può nemmeno sussistere: si tratta degli oggetti impossibili (ad esempio il cerchio quadrato, il ferro legnoso). L'essere-dato è il modo minimo d'essere, tutti gli oggetti sono perlomeno "dati" e questo modo d'essere non ha una negazione. Infatti, se qualcuno volesse negare di un certo oggetto il suo essere, o meglio, affermare il suo non-essere (Nichtsein), si avrebbe il paradosso che dovrebbe essere-dato per poterlo negare.

### Contenuto e oggetto
Problematico è il rapporto tra l'oggetto (che sarebbe ciò a cui il linguaggio si riferisce) e il contenuto (che è ciò che il linguaggio esprime). Infatti nel riferirsi agli oggetti, il linguaggio tende a rimuovere il contenuto che esprime. Perciò Meinong pensa che la filosofia debba elaborare un approccio linguistico più direttamente orientato al contenuto.
Al contenuto possono appartenere più oggetti (come nelle rappresentazioni generali) e ad un oggetto possono appartenere più contenuti (si pensi alle rappresentazioni di uno stesso oggetto da parte di più osservatori).

### Gli oggetti di ordine superiore
Meinong individua anche degli oggetti di ordine superiore, come le relazioni. Tali oggetti sono funzionali e dipendenti dagli oggetti di ordine inferiore. Infatti ad es. noi non possiamo concepire il concetto di "diversità" senza fare riferimento a degli oggetti tra cui questa relazione si instaura.
Oltre le relazioni, oggetti di ordine superiore sono i collettivi e le complessioni. Un collettivo è una mera compresenza di contenuti senza una connessione reale che non sia quella posta dalla coscienza all'atto stesso della rappresentazione. Una complessione invece è un insieme di contenuti caratterizzati da una relazione sussistente indipendentemente dalla rappresentazione. E, per apprendere una complessione, non basta il rappresentare, ma ci vuole l'assunzione (Annahme) e il giudizio.

### Gli oggetti e le attività del soggetto
Meinong distingue quattro classi di oggetti :
- "oggettità" (Objekt), che può essere reale (come le note di una melodia) o ideale (come le nozioni di differenza, identità, etc.)
- "oggettivo" (Objectiv), ad esempio l'affermazione dell'essere (Sein) o non-essere (Nichtsein), di un essere-tale (Sosein), o di un essere-con  (Mitsein) - in parallelo ai giudizi esistenziali, categorici e ipotetici
- "dignitativo", ad esempio il vero, il buono, il bello
- "desiderativo", ad esempio il dovere, lo scopo finale

A queste quattro classi di oggetti corrispondono quattro attività psicologiche:
- la rappresentazione (das Vorstellen), per l'oggettità. Non si può rappresentare senza rappresentare qualcosa. E si può rappresentare anche ciò che non esiste. Meinong si domanda a tal proposito se possa esistere la rappresentazione, ma non il suo contenuto. Per risolvere questo problema egli riprende la tesi della distinzione tra oggetto immanente (il contenuto della rappresentazione) ed oggetto trascendente (il presunto oggetto esterno cui la rappresentazione si riferisce). L'oggetto immanente esiste solo in quanto rappresentato. Esso può essere chiamato anche pseudo-oggetto.
- il pensiero (das Denken), per l'oggettivo
- il sentire (das Fühlen), per il dignitativo
- il desiderio (das Begehren), per il desiderativo.

### La teoria dell'oggetto
Secondo Meinong ci vuole una scienza degli oggetti della conoscenza, del sentire e del desiderare. Parlare della scienza dell'oggetto del conoscere significa fare oggetto di una scienza e dunque una seconda volta oggetto del conoscere quello che è già oggetto del conoscere (e di una scienza particolare). Si richiede dunque una scienza delle scienze che spesso è finita sotto il nome di metafisica, che si riferisce alla totalità del mondo nella sua essenza e nei suoi fondamenti ultimi. Tuttavia la metafisica non può essere la trattazione dell'oggetto in quanto tale e degli oggetti nella loro totalità, giacché la metafisica ha a che fare con la totalità di ciò che esiste, ma la totalità di ciò che esiste (con l'inclusione di ciò che è esistito e ciò che esisterà) è infinitamente piccola in confronto alla totalità degli oggetti di conoscenza. Ciò che può essere oggetto del conoscere non ha affatto bisogno di esistere: le figure di cui tratta la geometria ovviamente non esistono e tuttavia si possono verificare le loro proprietà (il loro essere così). 
Da un certo punto di vista la matematica è la parte compiutamente sviluppata della teoria dell'oggetto.

## Studenti
Tra i suoi studenti e appartenenti alla Scuola di Graz sono annoverati Stephan Witasek, Vittorio Benussi, R. Ameseder, Konrad Zindler, Wilhelm Maria Frankl, Eduard Martinak, Ernst Mally e Franz Veber.
Anche i suoi allievi, Christian von Ehrenfels (fondatore della psicologia gestaltistica), Alois Höfler e Anton Oelzelt-Newin, possono essere considerati parte della scuola.

## Letteratura

### Primaria

#### Libri
- Meinong, A. (1885). Über philosophische Wissenschaft und ihre Propädeutik
- Meinong, A. (1894). Psychologisch-ethische Untersuchung zur Werttheorie
- Meinong, A., (a cura di). (1904). Untersuchung zur Gegenstandstheorie und Psychologie
- Meinong, A. (1910). Über Annahmen, (seconda edizione riveduta).
- Meinong, A. (1915). Über Möglichkeit und Wahrscheinlichkeit
- Meinong, A. (1917). Über emotionale Präsentation

#### Articoli
- Meinong, A. (1877). "Hume Studien I. Zur Geschichte und Kritik des modernen Nominalismus"  in Sitzungsbereiche der phil.-hist. Classe der kais. Akademie der Wissenschaften, 78:185-260.
- Meinong, A. (1882). "Hume Studien II. Zur Relationstheorie" in Sitzungsbereiche der phil.-hist. Classe der kais. Akademie der Wissenschaften, 101:573–752.
- Meinong, A. (1891). "Zur psychologie der Komplexionen und Relationen" in Zeitschrift für Psychologie und Physiologie der Sinnesorgane, II:245–265.
- Meinong, A. (1899). "Über Gegenstände höherer Ordnung und deren Verhältniss zur inneren Wharnehmung" in Zeitschrift für Psychologie und Physiologie der Sinnesorgane, 21, pp. 187–272.

#### Opere in collaborazione con altri autori
- Höfler, A. and Meinong, A. (1890). Philosophische Propädeutik. Erster Theil: Logik. F. Tempsky / G. Freytag, Vienna.

#### Opere edite postume
- Haller, R., Kindinger, R., and Chisholm, R., editors, (1968-78.) Gesamtausgabe, 7 volumi, Akademische Druck- und Verlagsgesellschaft, Graz.
- Meinong, A. (1965). Philosophenbriefe, ed. Kindinger, R., Akademische Druck- und Verlagsanstalt, Graz.

### Secondaria

#### Libri
- Albertazzi, L., Jacquette, D., and Poli, R., editors (2001). The School of Alexius Meinong. Ashgate, Aldershot.
- Brigati R. (1993), Il linguaggio dell'oggettività, Thema, Bologna.
- Chisholm, R. (1982). Brentano and Meinong Studies. Rodopi, Amsterdam.
- Dölling, E. (1999). Wahrheit Suchen und Wahrheit Bekennen. Alexius Meinong: Skizze seines Lebens. Rodopi, Amsterdam - Atlanta.
- Findlay, J. N. (1963). Meinong's Theory of Objects and Values, 2nd ed. Oxford, Clarendon Press.
- Grossman, R. (1974). Meinong. Routledge & Kegan Paul, London - Boston.
- Haller, R., (ed.) (1972). Jenseits von Sein und Nichtsein. Akademische Druck- und Verlagsanstalt, Graz.
- Lindenfeld, D. F. (1980). The Transformation of Positivism: Alexius Meinong and European Thought, 1880-1920. University of California Press, Berkeley/Los Angeles/London.
- Manotta, Marina, La fondazione dell'oggettività. Studio su Alexius Meinong, Quodlibet, Macerata 2005.
- Rollinger, R. D. (1993). Meinong and Husserl on Abstraction and Universals. Nr. XX in Studien zur Österreichischen Philosophie. Rodopi, Amsterdam – Atlanta.

#### Articoli
- Chrudzimski, A. (2005). "Abstraktion und Relationen beim jungen Meinong". In [Schramm, 2005], pp 7–62.
- Dölling, E. (2005). "Eine semiotische Sicht auf Meinongs Annahmenlehre". In [Schramm, 2005], pp 129–158.
- Kenneth, B. (1970). "Meinong's Hume Studies. Part I: Meinong's Nominalism". in Philosophy and Phenomenological Research, 30:550–567.
- Kenneth, B. (1971). "Meinong's Hume Studies. Part II: Meinong's Analysis of Relations". in PPR, 31:564–584.
- Rollinger, R. D. (2005). "Meinong and Brentano". In [Schramm, 2005], pp 159–197.
- Schermann, H. (1972). "Husserls II. Logische Untersuchung und Meinongs Hume-Studien I. In [Haller, 1972], pp 103–116.

#### Riviste
- Schramm, A., editor (2005). Meinong Studies - Meinong Studien, Vol. I,  Ontos Verlag. (annuale)